# Jan Pribula

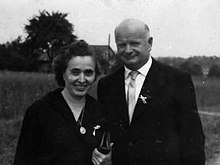
Jan Pribula z żoną Anną

Jan Pribula (ur. 2 lipca 1912 w Karwinie, zm. 29 października 1971) – polski górnik i gospodarz, działacz społeczny na Śląsku Cieszyńskim, przewodniczący Polskiego Związku Kulturalno-Oświatowego (1950-1951 oraz 1970-1971). Żonaty z Anną Zahraj.

## Życiorys
Pracował jako robotnik w kopalni. Następnie, po zwolnieniu za poglądy pro polskie, pracował jako nauczyciel w Olbrachcicach, następnie był dyrektorem szkoły w Stonawie. W 1947 przystąpił do Polskiego Związku Kulturalno-Oświatowego w Czechosłowacji. Jako przedstawiciel polskiej mniejszości narodowej uzyskał mandat posła do Zgromadzenia Narodowego w wyborach 1954 r., który sprawował przez jedną kadencję do 1960 r. W 1968 został wybrany na przewodniczącego Zarządu Głównego PZKO – funkcję pełnił od 1950 do 1951 oraz w latach 1970 do 1971, gdy nagle zmarł 29.10.1971.